# Laufer Tor
Brama Gońca – gotycka brama, znajdująca się w Norymberdze, umieszczona w ciągu średniowiecznych murów miejskich. Brama znajduje się przy drodze wylotowej w kierunku Lauf an der Pegnitz. Nazwa pochodzi od tej miejscowości. W 1552 r.  brama została uszkodzona a w 1556 r. przebudowana. Brama została rozebrana w XIX wieku, zachowała się tylko jej baszta.

## Źródła
- Michael Diefenbacher, Rudolf Endres (Hrsg.): Stadtlexikon Nürnberg. 2., verbesserte Auflage. W. Tümmels Verlag, Nürnberg 2000, ISBN 3-921590-69-8